# Johannes Conrad
Johannes Conrad (født 28. februar 1839 i Vestpreussen, død 25. april 1915) var en tysk statistiker og socialøkonom.
Conrad var oprindelig landmand. Han foretog udstrakte studierejser og blev 1868 docent i socialøkonomi i Jena; 1870-1915 var han professor i Halle a. S., fra 1872 medredaktør, en årrække eneredaktør af det højt ansete, videnskabelige månedsskrift Jahrbücher für Nationalökonomie und Statistik, der ofte anførtes blot som Conrads Jahrbücher. Desuden redigerede han fra 1877 en samling social- og statsvidenskabelige monografier, udarbejdede i hans stærkt søgte seminar. Størst videnskabelig fortjeneste indlagde dog Conrad sig ved at være hovedmanden for istandbringelsen af den storartede socialvidenskabelige encyklopædi Handwörterbuch der Staalswissenschaften, udgivet sammen med professorerne Ludwig Elster i Berlin, Edgar Loening i Halle og Wilhelm Lexis i Göttingen (1. udgave i 6 bind, 1890-94; 3. udgave i 8 svære bind 1908-10). Blandt Conrads selvstændige værker var en fra 1896 ofte på ny udgivet systematisk lære- og håndbog: Grundriss zum Studium der politischen Oekonomie (I Nationalökonomie, II Volkswirtschaftspolitik, III Finanzwissenschaft, IV Statistik, 1-2) samt siden 1901 de elementære småbøger Leitfaden zum Studium der Nationalökonomie og Leitfaden zum Studium der Volkswirtschaftspolitik. Conrad var 1889-95 medlem af kommissionen for 2. bearbejdelse af udkastet til Tysklands almindelige borgerlige lovbog.